# داور کورپوریشن
شرکت داور، (انگلیسی: Dover Corporation) شرکت خوشه‌ای آمریکایی است، که در زمینه ساخت تجهیزات صنعتی و تجهیزات الکتریکی، ابزارهای مهندسی و کارخانجات جانبی صنعتی فعالیت می‌کند. این شرکت در سال ۱۹۵۵ تأسیس شد و در پی خریداری و ادغام شرکت‌های صنعتی مختلف، تبدیل به یک شرکت هلدینگ بین‌المللی شد.